# 廿二史考異
《二十二史考異》又名《廿二史考異》，清代錢大昕撰，100卷，附三史拾遺五卷、諸史拾遺五卷。

## 成書過程
錢大昕少年专心史學，四十岁开始撰写《二十二史考异》，“岁有增益，卷帙滋多”，至五十五岁编定为一百卷。嘉庆二年（1797年）全書刻成。《二十二史考異》系統地考證二十二部正史，尤以《元史》費力極多。《二十二史考異》於二十四史中僅缺《舊五代史》和《明史》。與趙翼《廿二史劄記》、王鳴盛《十七史商榷》並稱。

## 各家評價
梁啟超認為此書成就可比王引之的《經義述聞》。林理炯称赞《廿二史考异》乃钱大昕一生精力所注之结晶。周振鹤曾比较钱大昕、赵翼、王鸣盛三人，並指出三人之学问有龙、虎、狗之别，钱大昕《廿二史考异》是“点石成金”，赵翼《廿二史劄記》是“披沙沥金”，至於王鸣盛《十七史商榷》最差，是脸上贴金之滥竽。吴绍烈以《廿二史考异》与《宋史》互校，指出钱大昕考证中的一些失误。